# Lambert Maassen
Lambert Maassen (Geldrop, 21 settembre 1941 – Geldrop, 5 maggio 2018) è stato un calciatore olandese, di ruolo attaccante.

## Carriera
Nel 1961 il PSV lo acquistò dal VV-UNA e nella sua stagione d'esordio, la 1961-1962, ottenne il secondo posto in campionato, alle spalle dei campioni del Feyenoord Rotterdam.
La stagione seguente Maassen con il suo club vinse il campionato olandese.
Ingaggiato dall'ADO Den Haag nella stagione 1963-1964 ottiene il decimo posto finale ed il raggiungimento della Coppa d'Olanda 1963-1964, persa ai rigori contro il Fortuna '54.
Nella sua seconda stagione con i capitolini ottiene il terzo posto finale, piazzamento bissato l'anno seguente, stagione in cui raggiunge anche la finale della Coppa d'Olanda 1965-1966, persa contro lo Sparta Rotterdam. L'Eredivisie 1966-1967 è invece conclusa al quarto posto.
Nell'estate 1967, con l'ADO Den Haag nelle vesti del San Francisco Golden Gate Gales, disputa l'unica edizione del campionato dell'United Soccer Association, lega calcistica nordamericana che poteva fregiarsi del titolo di campionato di Prima Divisione su riconoscimento della FIFA, nel 1967: quell'edizione della Lega fu disputata utilizzando squadre europee e sudamericane in rappresentanza di quelle della USA, che non avevano avuto tempo di riorganizzarsi dopo la scissione che aveva dato vita al campionato concorrente della National Professional Soccer League. I Golden Gate Gales non superarono le qualificazioni per i play-off, chiudendo la stagione al secondo posto della Western Division.
Nella stagione 1967-1968 Maassen con il suo club ottiene il quarto posto finale e la vittoria della Coppa d'Olanda 1967-1968 ai danni dell'Ajax.
Nella stagione 1968-1969 raggiunge il sesto posto in campionato e gli ottavi di finale della Coppa delle Coppe 1968-1969.

## Palmarès
- Campionato olandese: 1

PSV: 1962-1963
- Coppa dei Paesi Bassi: 1

ADO Den Haag: 1967-1968